# Aquatique Show International
Aquatique Show International également nommé Aquatique Show est une société alsacienne crée en 1979 par Dominique Formhals, qui installe des spectacles d’eau et de lumière synchronisés dans le monde.

## Histoire
Aquatique Show est créé en 1979 par Dominique Formhals. Elle invente et installe des spectacles d’eau et de lumière synchronisés. Son premier contrat est pour le Cirque Bouglione puis pour le Puy du Fou en Vendée, en 1984, le centenaire de la tour Eiffel en 1989 et également l'Exposition universelle de Séville.
En 1992, son fondateur Dominique Formhals obtient le Bretzel d'or. 
La Chine est son premier client après l’Exposition universelle de Shanghai de 2010, avec le plus grand théâtre d’eau flottant du monde, puis pour celle de 2020 à Dubaï.
Un contrat de 6 M€ avec Universal Studios, la Coupe du monde de football 2018, à Moscou, (pour 2,4 millions d’euros), le mur d’eau du nouvel Hôtel-Museum Krønasår à Europa-Park, SeaWorld, le casino de Sidney, l’Aéroport LaGuardia de New York fin 2019, et le Cirque du Soleil[source secondaire souhaitée].
Leader mondial dans son domaine, 87 % de son chiffre d'affaires est réalisé hors de l'Hexagone. 
De Céline Dion au Colosseum Caesars Palace à Las Vegas Aquatique Show met en place des spectacles permanents pour les plus grands parcs de loisirs dans le monde : les studios Universal, Disneyland ou Europa-Park,.
En juillet 2024, la société participe à la Cérémonie d'ouverture des Jeux olympiques d'été de 2024. les conditions météorologiques lors de l'événement oblige les organisateurs à annuler certaines parties du spectacle, notamment celle assurée par la société alsacienne.